# قطعنامه ۱۲۶۵ شورای امنیت
قطعنامه  ۱۲۶۵ شورای امنیت سازمان ملل متحد که در تاریخ ۱۷ سپتامبر ۱۹۹۹ تصویب شد، سندی بین‌المللی دربارهٔ حفاظت از غیرنظامیان در درگیری‌های مسلحانه است. این قطعنامه طی نشست ۴۰۴۶ام با ۱۵ رای موافق، ۰ مخالف و ۰ ممتنع تصویب شد.